# Manuel Antonio Salvadores
Manuel Antonio Salvadores (Buenos Aires, 1804 - Buenos Aires, 1869) fue un médico argentino del siglo XIX que ejerció su actividad en la ciudad de Buenos Aires y posteriormente en Uruguay durante su exilio en épocas de Rosas. En 1865 colaboró desde su oficio en la Guerra del Paraguay.

## Biografía
Nació en Buenos Aires en 1804, hijo de Manuel Salvadores, natural de Málaga, España, de profesión médico, y de María Antonia Valle, hermana de Ana María Valle, madre de Mariano Moreno. Tuvo numerosos hermanos, todos comprometidos con la causa patriota, entre ellos los funcionarios Bonifacio José María Salvadores y José María Salvadores, el coronel Ángel Salvadores, el teniente Desiderio Salvadores, el teniente coronel Gregorio Salvadores, el capitán Juan José Salvadores, el sargento mayor Lucio Salvadores, el periodista Pedro María de Alcántara Salvadores y el militar Toribio Salvadores.
Fue el único de su familia en seguir la carrera de su padre. Tras efectuar en su ciudad natal los estudios básicos  en mérito al compromiso de su padre y hermanos con la Revolución de Mayo fue becado para seguir los estudios de medicina.
Mientras cursaba sus estudios, en 1826 se desempeñó como uno de los 7 practicantes asignados al Hospital de Sangre de la Merced, dependencia del Hospital de Hombres habilitada por el gobierno en febrero de ese año con motivo de la Guerra del Brasil. 
Tras graduarse debió luchar contra la epidemia de viruela que azotó la ciudad en 1829 y 1830.
En ese año de 1829, casó con Juana Margarita Beruti y Rolón, hija de Juan Manuel Beruti y de Ana María Rolón y Nel de Savigne.
Durante el gobierno de Juan Manuel de Rosas, al estar identificado al igual que sus hermanos con los unitarios, Manuel Salvadores debió emigrar a Montevideo, ejerciendo su profesión en esa ciudad y en Colonia del Sacramento.
Tras la batalla de Caseros, Salvadores regresó al país y fue nombrado miembro de la Academia de Medicina de Buenos Aires al ser restablecida por decreto del 10 de marzo de 1856. Colaboró en la guerra del Paraguay y fue director de la Academia dr. Juan José Montes de Oca.